# Umayya ibn Khalaf
Umayya ibn Khalaf ibn Ṣafwān (in arabo ﺍﻣﻴـة ﺑﻦ ﺧﻠﻒ‎?; La Mecca, ... – Badr, 624) è stato un politico arabo.
Importante esponente dei Quraysh della Mecca, era Sayyid dei B. Jumaḥ e un accanito avversario di Maometto e del messaggio religioso che egli predicava.
È noto per essere stato il padrone dello schiavo nero Bilāl b. Rabāḥ, che egli torturava per la sua fede islamica e che fu comperato e affrancato da Abū Bakr, da poco diventato musulmano.

## Biografia

### Famiglia
Abū Ṣafwān Umayya ibn Khalaf ibn Ḥabīb ibn Wahb ibn Ḥudhāfa ibn Jumaḥ ebbe vari figli, tra cui Safwan b. Umayya, diventato musulmano dopo la conquista della Mecca, e al-Walīd, ucciso a Badr.

### Opposizione all'Islam
Umayya aveva il ruolo onorifico di distribuire nel corso delle cerimonie pagane alla Mecca profumi ai pellegrini che si recavano alla Kaʿba.
Dopo l'inizio dell'apostolato di Maometto ne divenne un fiero oppositore.
È ricordato per i maltrattamenti e le torture inflitte al suo schiavo Bilal, che aveva abbracciato l'Islam, che egli legava ed esponeva a lungo al cocente sole meccano, con un pesante masso sul torace su cui veniva fatto saltare un uomo di pesante corporatura. Bilal ripeteva: "Aḥad! Aḥad! (Uno! Uno intendendo riferirsi a Dio).

### Amicizia con ʿAbd al-Raḥmān b. Awf
Umayya era amico fraterno di ʿAbd al-Raḥmān b. Awf (che da pagano si chiamava ʿAbd ʿAmr), ma la loro amicizia fu guastata dalla conversione all'Islam di ʿAbd ʿAmr.
I due assunsero l'impegno di aiutare la famiglia e di vigilare sulle proprietà dell'altro in caso di necessità: quella di Umayya a Medina e quella di ʿAbd al-Raḥmān alla Mecca, redigendo un apposito documento, ma quando comparve il nome di ʿAbd al-Raḥmān, Umayya obiettò che non conosceva l'espressione "al-Raḥmān" e pretese che il nome preislamico "ʿAbdu ʿAmr" vi comparisse. ʿAbd al-Raḥmān acconsentì.

### Pellegrinaggio di Saʿd b. Muʿādh
Umayya era anche amico intimo di Saʿd b. Muʿādh, il capo dei Banu Aws. Quando Umayya era a Medina nel corso del suo itinerario da e per la Siria, aveva l'abitudine di risiedere presso Sa'd e quando Sa'd si trovava alla Mecca, era lui a essere ospitato da Umayya.
Prima della battaglia di Badr, Saʿd visitò la Mecca per compiervi la ʿumra con Umayya. Quando incrociarono Abū Jahl scoppiò una discussione e, elevatisi i toni, Saʿd minacciò Abū Jahl di bloccare la strada dei commerci meccani con la Siria, e informò Umayya che la sua vita era minacciata da Maometto.

### Battaglia di Badr
Nella battaglia Umayya fu catturato dal suo vecchio amico ʿAbd al-Raḥmān b. Awf, che non riuscì però a salvargli la vita, in quanto Khubayb ibn Yasāf lo uccise, spalleggiato da un gruppo di musulmani aizzati dal suo antico schiavo Bilāl (che aveva subito anni prima le sue torture), senza che ʿAbd al-Raḥmān riuscisse a fare da scudo a Umayya con il proprio corpo. Uno dei figli di Umayya, al-Walīd, cadde ucciso in quella stessa battaglia, cercando di difendere il padre.
Non manca però chi, come M. Muranji, ipotizza che la sua morte costituisse una vendetta voluta dai cosiddetti mustaḍʿafūn (lett. "oppressi"), che covavano alla Mecca e a Medina un forte rancore nei confronti dei loro concittadini più abbienti e prepotenti.